# Żylicze (Ciumicze)
Żylicze – osada wsi Ciumicze w Polsce, położona w województwie podlaskim, w powiecie sokólskim, w gminie Krynki.
W latach 1921–1939 folwark w województwie białostockim, w powiecie grodzieńskim, w gminie Hołynka.
Według Powszechnego Spisu Ludności z 1921 roku zamieszkiwało tu 30 osób, 20 było wyznania rzymskokatolickiego, 2 prawosławnego a 8 mojżeszowego. Jednocześnie wszyscy mieszkańcy zadeklarowali polską przynależność narodową. Były tu 2 budynki mieszkalne.
W latach 1975–1998 kolonia administracyjnie należała do województwa białostockiego.

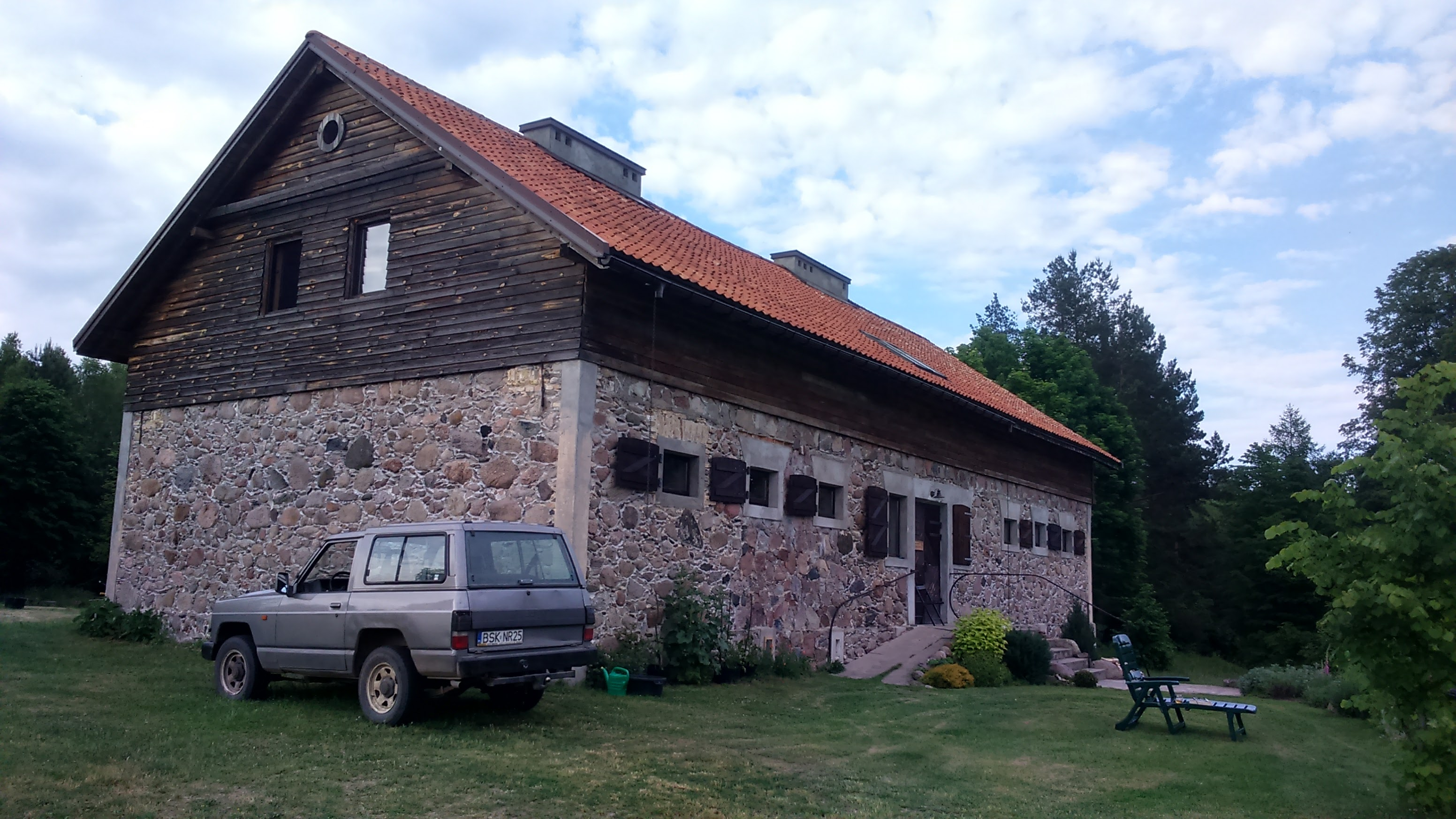
Spichlerz z 1856 r.

## Zabytki
- zespół folwarczny, XIX/XX, nr rej.:751 z 21.02.1991
  - kamienna obora
  - spichlerz
  - piwnica i lodownia
  - aleja lipowa[8].